# D-QUICK7
D-QUICK7は、株式会社アイサイトが提供する、図面・文書管理システムである。提供方法はオンプレミス版、クラウド（SaaS）版が用意されている。

## 概要
業務で発生する文書や図面の管理に利用できるソフトウェア。
版管理やアクセス権限の付与、ビューアなど、文書管理に必要な機能は一通り搭載されており、Widowsエクスプローラを意識した画面が特徴である。最近では、テレワーク時の情報共有ツールとしての利用や、紙図面を電子化したデータの保管庫としての利用が増えている。　　
また、OfficeデータやPDF、画像系ファイル、動画ファイルなどだけではなく、CADデータも管理ができるため、図面管理として利用されることが多い。同社は、D-QUICKシリーズとして、オーサリングツール（D-QUICK Entry）、一括出力システム（D-QUICK Print）等の展開を行っているが、その核となるのがD-QUICK7である。

## 用途
D-QUICK7は以下のような場面で利用ができる
- 製造業での技術文書（図面など）管理
- 建設・不動産業、自治体での完成図書管理

- 契約書などの有効期限が発生する文書の管理
- 電子帳簿保存法の対象となる文書の管理（JIIMA認証取得[3])

- 2Dや3DのCADデータ管理
- 承認が必要な図面や文書の管理
- 社内規程集、マニュアルなどの管理

## 機能
D-QUICK7には以下の機能がある。

### 基本機能
- 版管理
- ビューア
- 検索
- アクセスコントロール
- 属性情報管理
- リンク
- 親子ドキュメント
- ログ管理
- 多言語対応（日・英・中）

### オプション
- ワークフロー
- 類似図面検索（全体検索、部品検索、図面比較）
- AI-OCR
- WEBブラウザ
- タイムスタンプ連携
- 電子帳票との連携